# Музей крестьянского искусства Румынии
Музей крестьянского искусства Румынии (рум. Muzeul Național al Țăranului Român) — учреждение культуры на шоссе Киселёва в Бухаресте, хранящее предметы культуры румынского народа: костюмы, посуду, иконы и прочие предметы быта. В 1996 году музей назван Лучшим европейским музеем года. Музей находится в подчинении румынского Министерства культуры.

## История
Основанным 1 октября 1906 года «Музеем этнографии и национального искусства» руководил на протяжении 40 лет историк Александру Цигара-Самуркаш. В 1912 году музей переименовали в «Музей национального искусства», а затем в «Музей народного искусства республики».
В 1953 году в здании организован «Музей Ленина и Сталина», позже переименованный в «Музей Партии»; сегодня в музее имеется экспозиция, посвящённая этому периоду румынской истории. Оригинальный же музей под новым названием «Популярное искусство Румынской Социалистической Республики» на 25 лет переехал во дворец Штирбей на главной улице Бухареста. Всё это время ценные и особенно религиозные экспонаты не выставлялись. Тем не менее, коллекция музея пополнилась в три раза. В 1978 году музей, объединившись с «Музеем села», вновь сменил своё название на «Музей села и народного искусства».
Спустя 6 недель после казни Николае Чаушеску 5 февраля 1990 года музей переименован в «Музей крестьянского искусства Румынии». В июне того же года в ходе восстаний Минериада музей разграбили.
Музей получил множество наград. В 1996 году он получил премию «Музей года в Европе».

## Архитектура

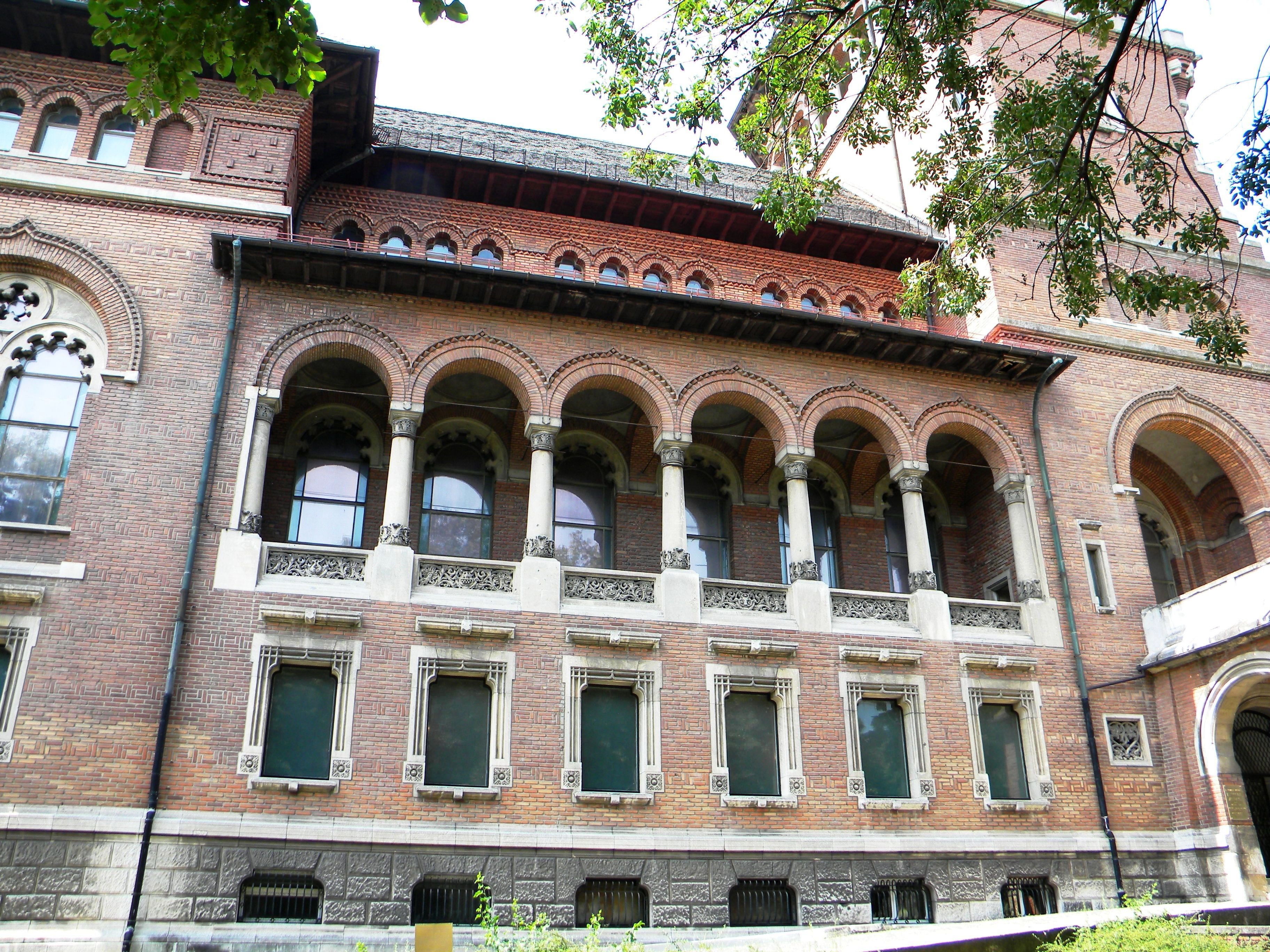
Неороманский стиль архитектуры музея.

Здание музея выстроено в 1906—1941 годах по плану архитектора Николае Гика-Будешты. Неороманский стиль строения, сложенного из красного кирпича, напоминает по архитектуре древние монастыри со звонницей. Сегодня оно входит в список исторических архитектурных объектов Румынии.

## Коллекция
В музее представлено более 100 тысяч объектов, включающих церковь XVIII века, выставленную во дворе в 1992 году. Примечательным экспонатом считается «Дом в доме» — перенесённый интерьер крестьянина Антони Могоса из деревни Чару в жудице Горж. Сначала предметы быта выставлялись хаотично, затем при социалистическом режиме дом приобрёл гармоничный вид в Деревенском музее и вернулся в «Музей крестьянского искусства Румынии» в 2002 году. В тот же год пространство для экспозиций музея увеличилось за счёт освободившихся служебных помещений, работники которых перебрались в отстроенное здание позади музея.

## Галерея

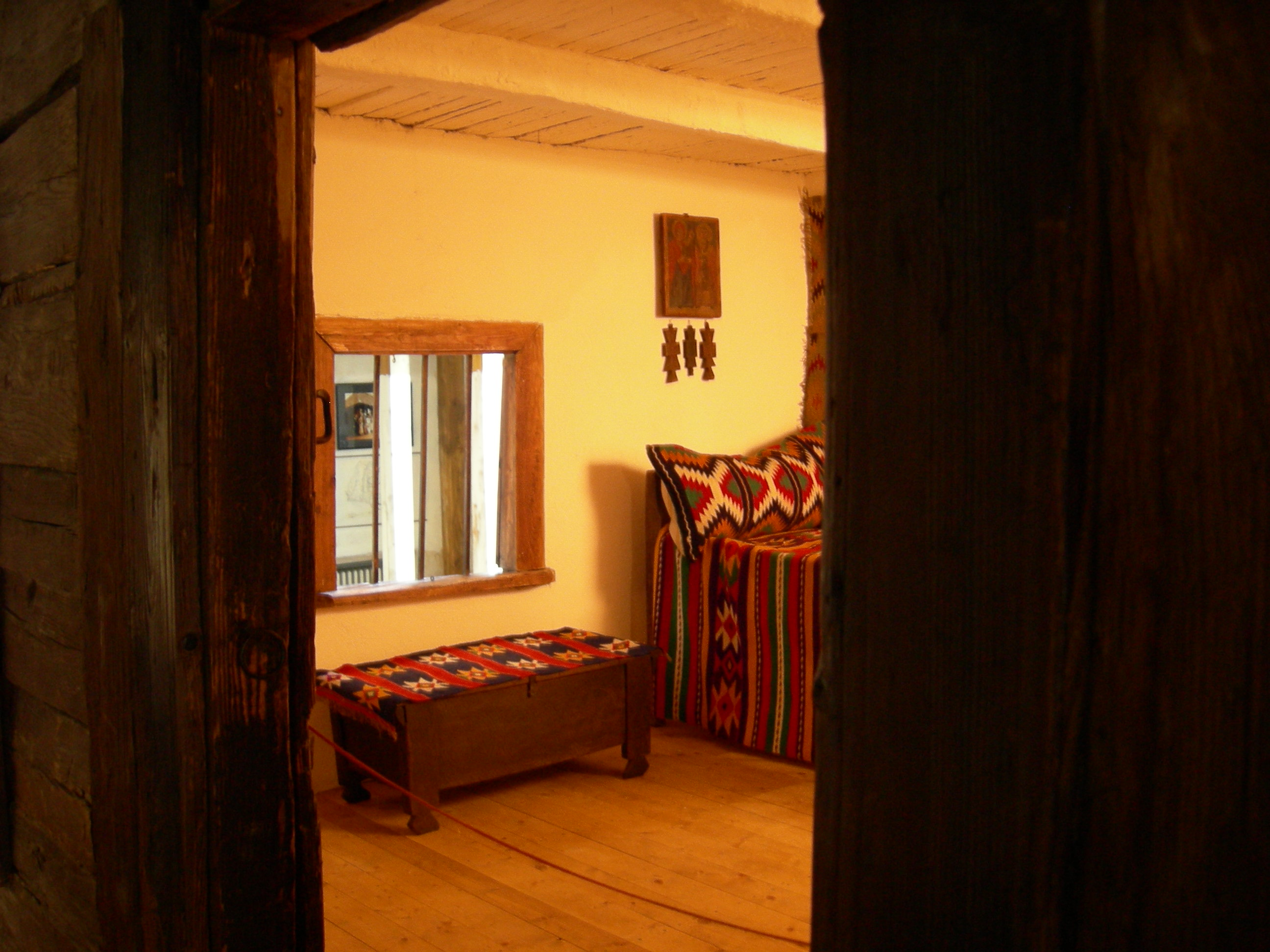
Дом в доме
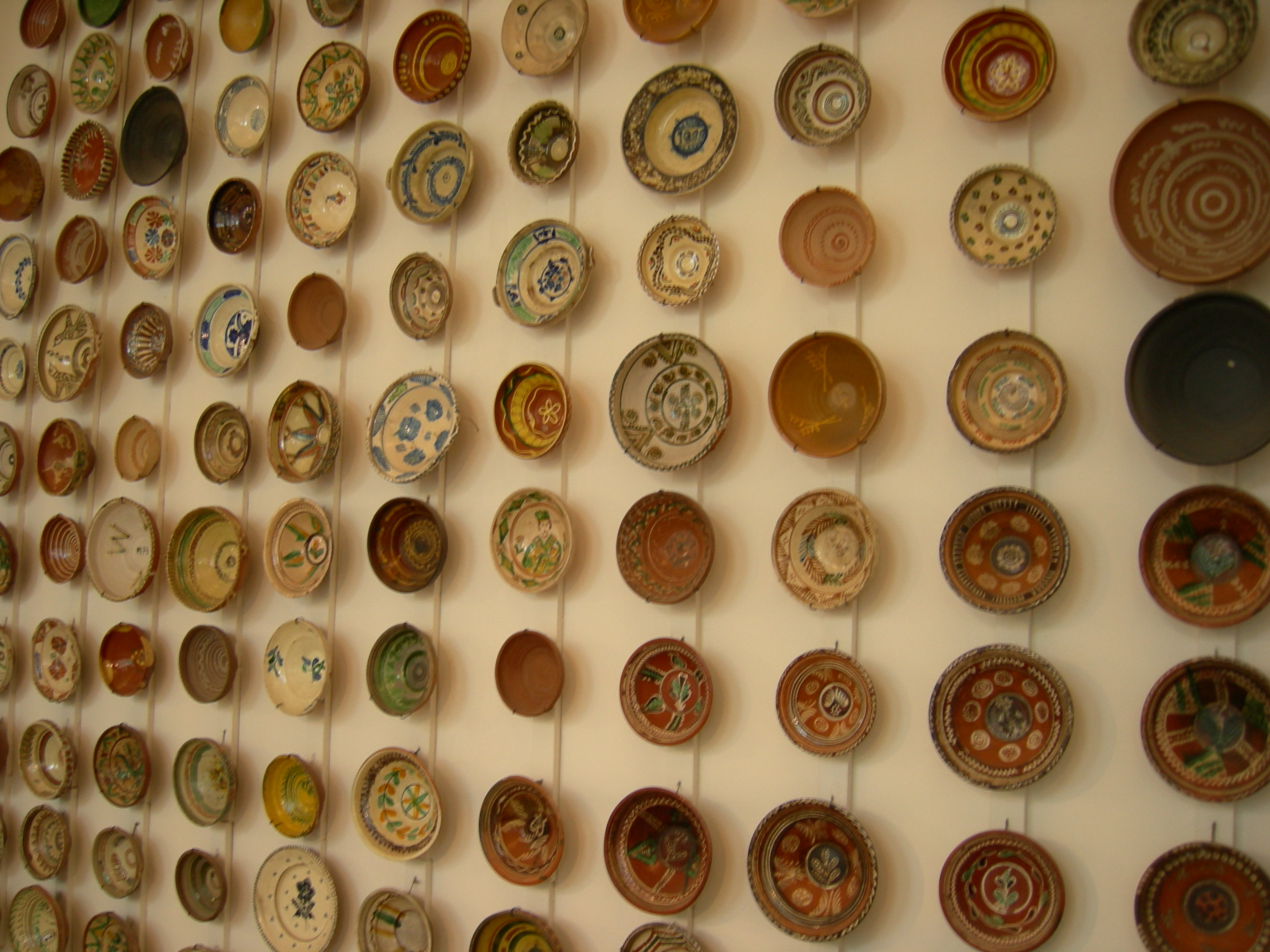
Собрание тарелок
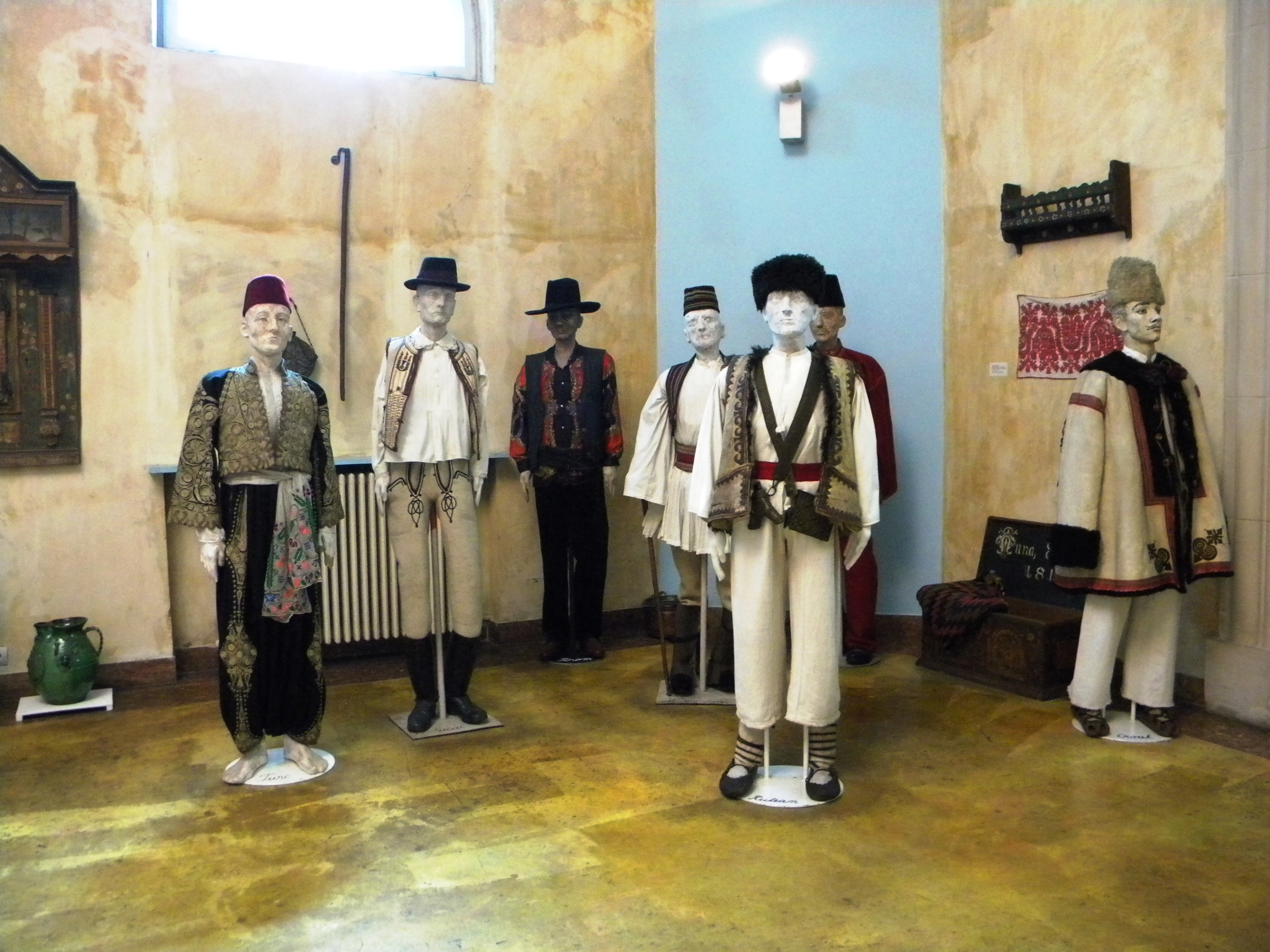
Национальные мужские костюмы
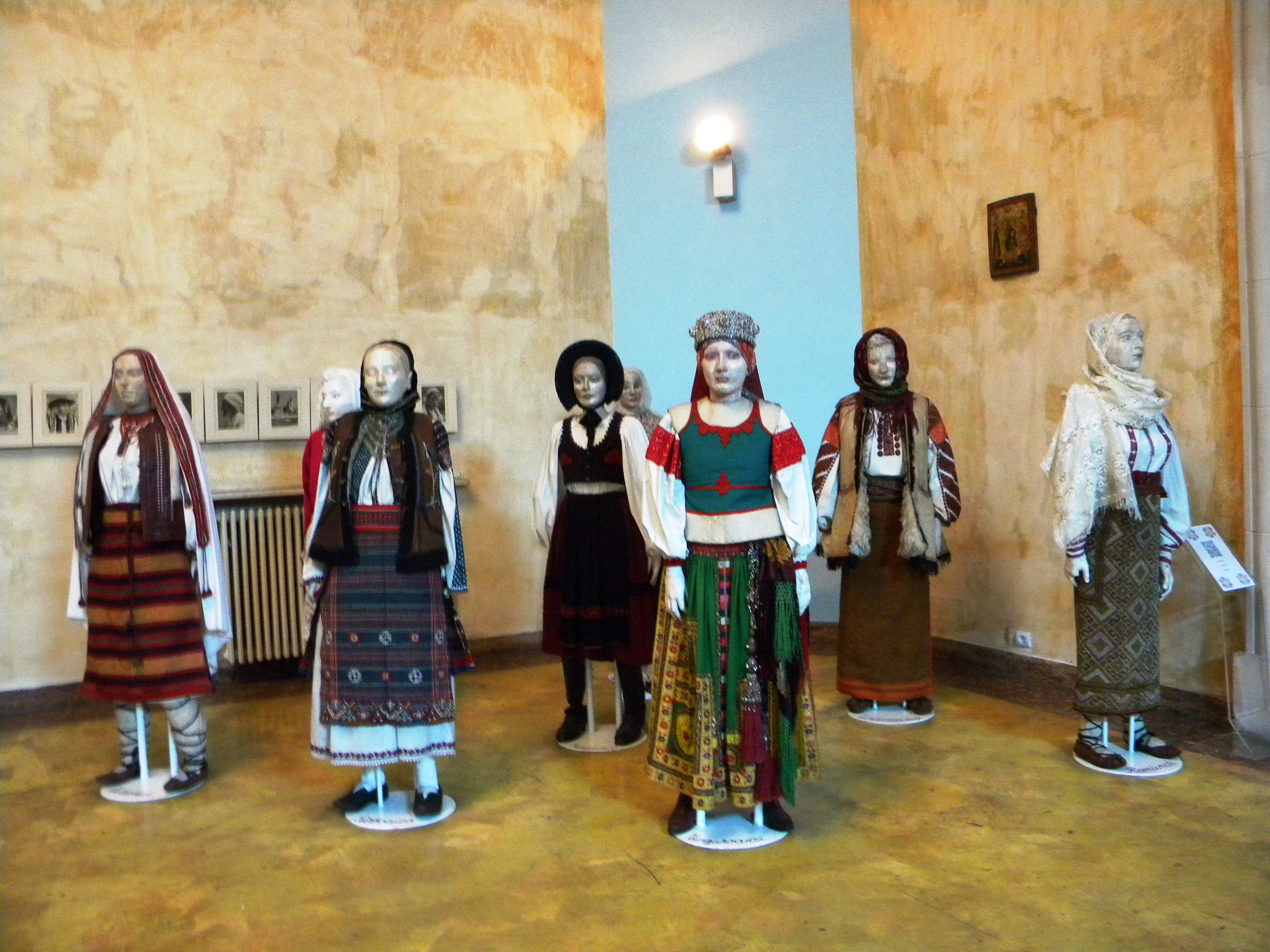
Национальные женские костюмы
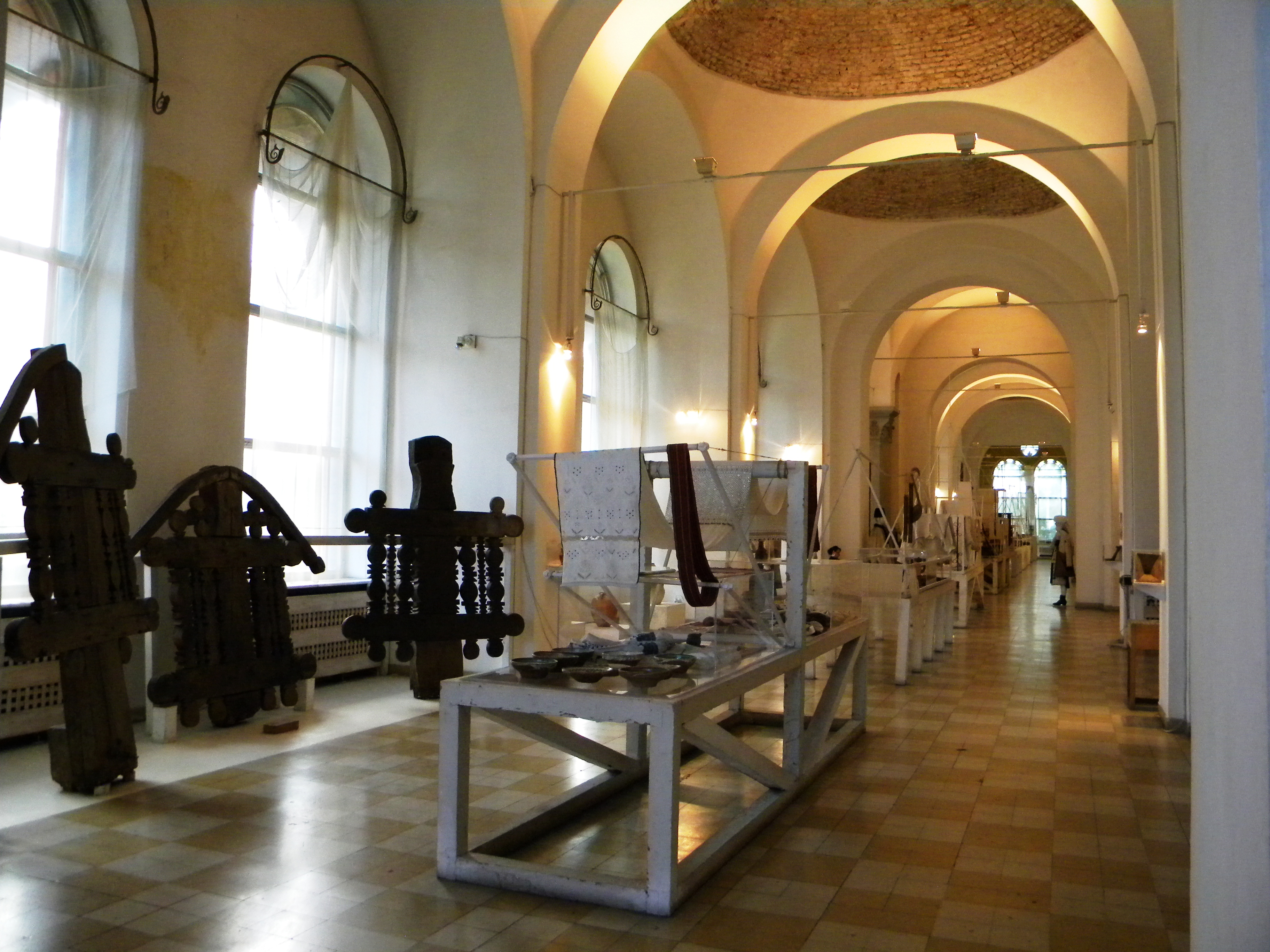
Экспонаты музея
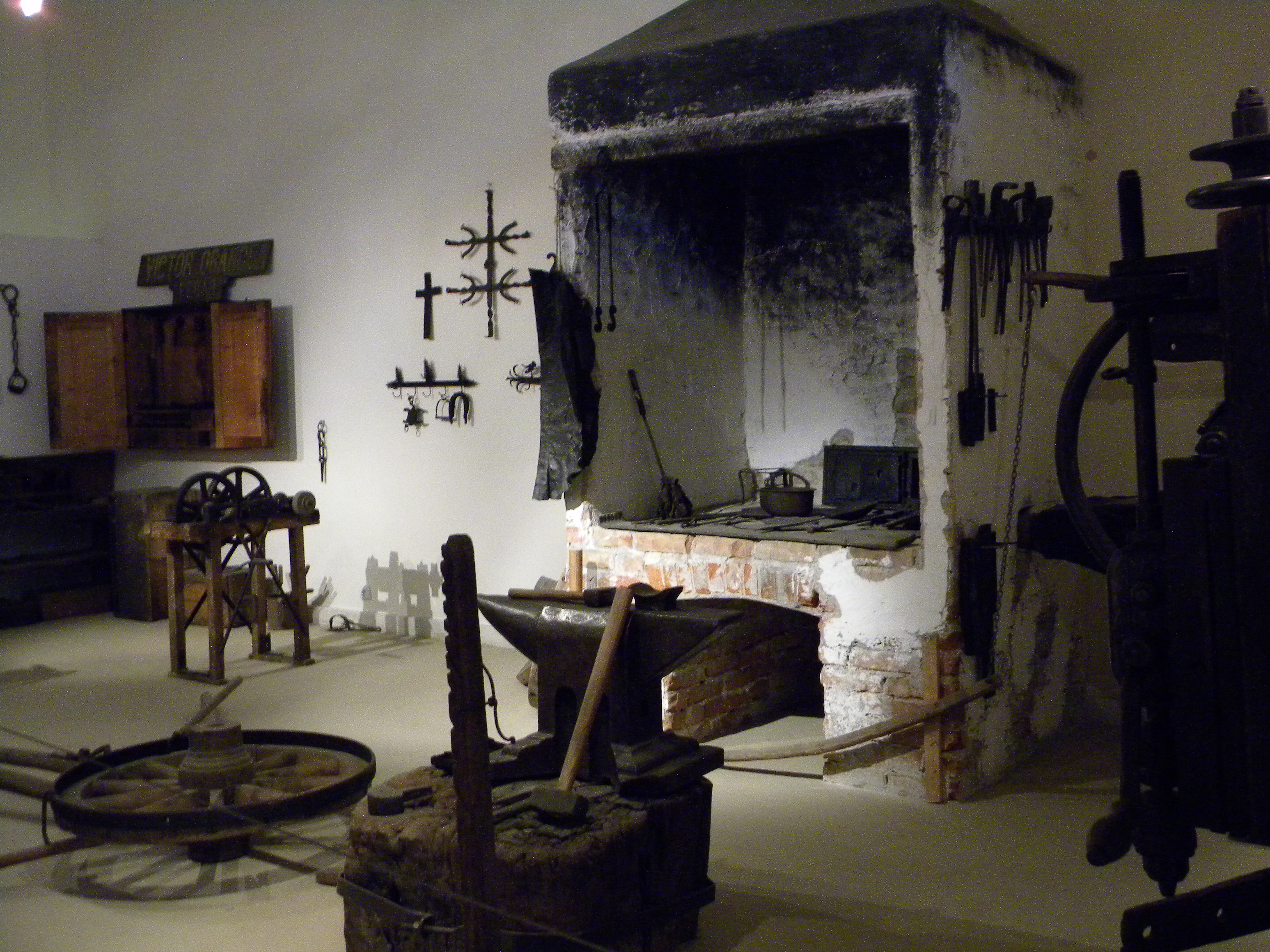
Реконструкция кухни
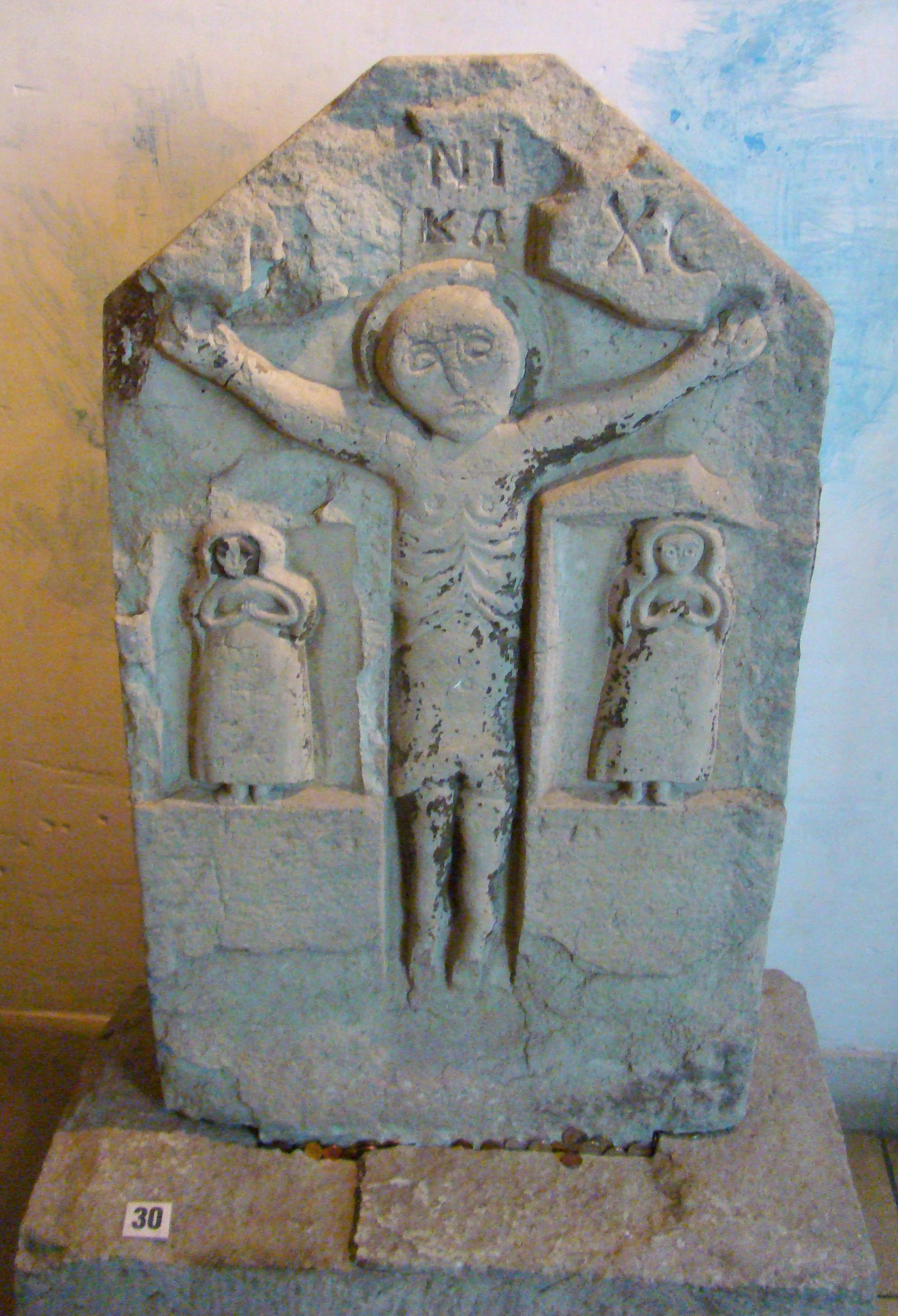
Изображение Христа на камне